# Gato fedorento

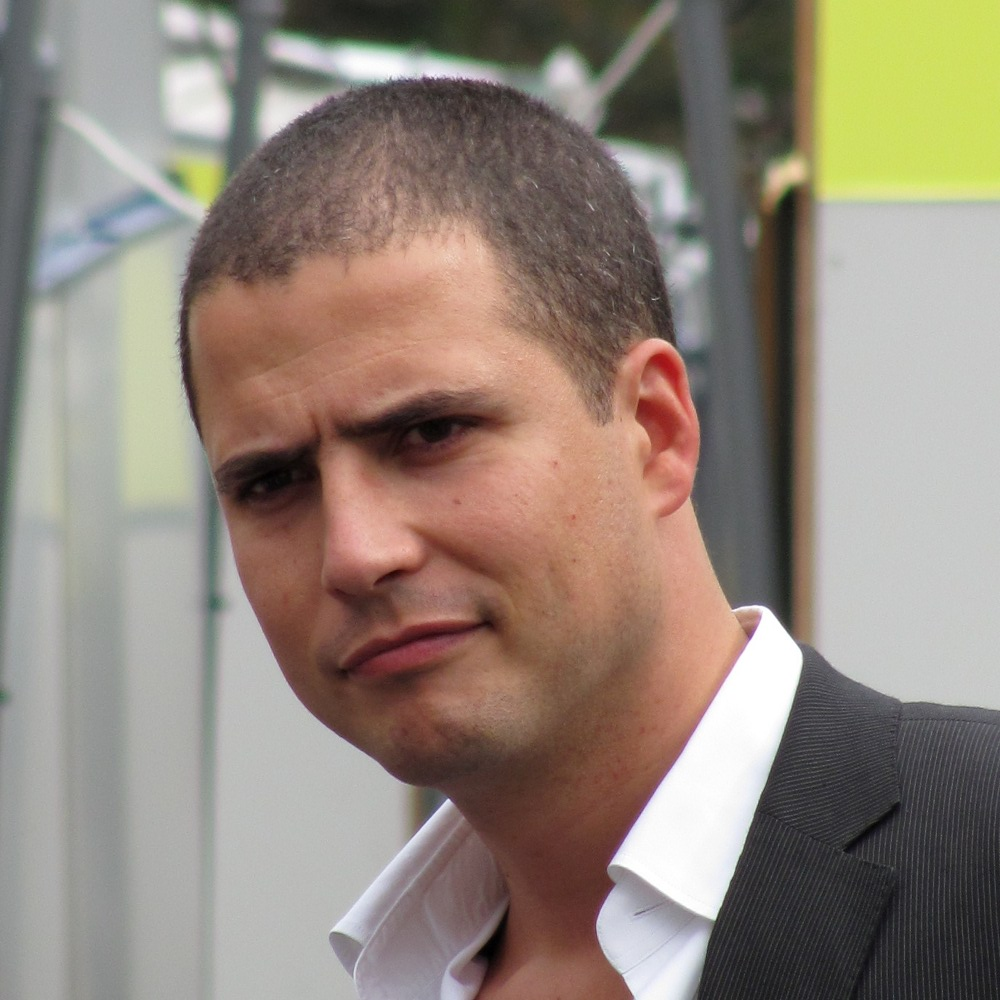
Ricardo Araújo Pereira en 2010.

Gato Fedorento (en Español: Gato Maloliente) es un programa humorístico portugués emitido por la estación de televisión SIC Radical desde el verano boreal de 2003 y que ha conseguido en poco tiempo una gran popularidad. Este programa está compuesto por sketches creados e interpretados por los cuatro actores del programa: Zé Diogo Quintela, Miguel Góis, Ricardo de Araújo Pereira y Tiago Dores.
Gato Fedorento ya tuvo dos Temporadas: la Temporada Fonseca y la Temporada Meireles. Estos nombres derivan del hecho de que todos los personajes se llamaban Fonseca (Tiago Fonseca, Ermelinda Fonseca, Aurélio Fonseca, etc.) o Meireles (Raúl Meireles, Nicolai Meireles, Adolfo Meireles, etc.). La exhibición de la tercera Temporada (Temporada Barbosa) fue interrumpida al final del verano boreal de 2005 debido a problemas con la dirección de la Cadena SIC. 
Recientemente, fue hecho público el acuerdo del grupo con la RTP, válido para los próximos dos años. El 24 de marzo de 2006 comenzó a ser exhibida la cuarta Temporada, denominada Lopes da Silva, transmitida todos los viernes, después del Telejornal, alrededor de las 21 horas.
En el 2008, tras dos Temporadas con RTP 1, volvieron a la SIC, con la temporada Zé Carlos (José Carlos), pues era una continuación de Se dice que es un programa Magazinesco, por ello, había una presidencia de mesa rotativa, que cambiaba cada semana. 
En similitud del programa anterior existían diferentes rubros, a saber:
- Tumba, momentos de buena disposición relativa; 

- Detrás de las escenas de la historia de Portugal; 

- Gato Maloliente salva el universo y, en principio, Portugal también; 

- Lista de los hechos que tú desconoces... pero vamos a transmitirles. 

El 31 de diciembre del año 2008, Hicieron un Especial Titulado: "Gato Maloliente te desea un Feliz Año 2010", Debido a que en el 2009, se recrudecería la Crisis Económica de 2008-2009
En la temporada 2009, con motivo de las Elecciones legislativas de Portugal de 2009 y las Elecciones autárquicas de Portugal 2009, se realizaron especiales, bajo el título Gato Fedorento Esmiúça os Sufrágios (Gato Maloliente Rompe los Votos), que tuvo su término el 23 de octubre de 2009. 
Los lunes siguientes a dichas elecciones, se hicieron otros especiales, titulados, Gato Fedorento Escrutina os Escrutínios. (Gato Maloliente Examina las papeletas).
En el contexto de las elecciones, TVI, decidió apostar por un spin-off de Smelly Cat. El nuevo spin-off de "Gato Fedorento" es idéntica a su otro spin-off "Gato Fedorento Esmiúça os Sufrágios." Esta escisión se llama "Isto É Tudo Muito Bonito Mas" y volve a reunir los cuatro gatos.

## Historia
La historia de Gato Fedorento comenzó en abril de 2003, cuando los cuatro actores, todos argumentistas de Produções Fictícias, se juntaron para crear un blog de Internet (todavía activo, si bien con una actualización muy esporádica). A la hora de escoger el nombre para el blog, decidieron dar el nombre de una canción de la serie americana Friends, titulada "Smelly Cat", Gato Maloliente en portugués.
Algún tiempo después, Ricardo de Araújo Pereira y Zé Diogo Quintela fueron invitados para hacer sketches humorísticos en el programa de la SIC Radical "O Perfeito Anormal". Sketches como "Filme Indiano" y "Chupistas" fueron rápidamente conocidos.
Esto llevó a Francisco Penim, director de la SIC Radical, a proponerles un programa independiente. A estos dos se les juntaron Tiago Dores y Miguel Góis, que también participaban en el blog, comenzando así con el programa.
Para la Navidad de 2004 fue lanzado un DVD con todos los sketches de la Temporada Fonseca, que se volvió en el número uno en el Ranking Portugués de DVD.
Los cuatro actores hicieron entretanto espectáculos en vivo en los que representaban algunos de los sketches más famosos de la temporada; fueron realizados espectáculos en el Teatro Tívoli (Lisboa), en el Coliseu do Porto, y un poco por el resto del país, todos con localidades llena.
El 2 de mayo de 2005, tuvo inicio la nueva Temporada de Gato Fedorento, denominada Temporada Barbosa.
También en mayo, sale por la casa editorial Cotovia el libro "Gato Fedorento: o blog", donde se recoge gran parte de los 'posts' del blog original.
Al final del verano boreal de 2005 el cuarteto Gato Fedorento abandona la SIC por desavenencias con la dirección de la cadena, después de la emisión desautorizada de la Temporada Fonseca.
En noviembre de 2005 fue lanzado un segundo DVD, conteniendo todos los sketches de la Temporada Meireles.
En diciembre de 2005 el equipo de Gato Fedorento firmó un contrato de dos años con RTP.
El 24 de marzo del año siguiente comenzó a ser exhibida la cuarta Temporada del programa, la Temporada Lopes da Silva.
Tuvieron Varias temporadas hasta el último programa, referente a las semanas posteriores de las elecciones portuguesas en 2009.

## Sketches más famosos
Perfeito Anormal
- "Filme Indiano", (Película India)
- "Gatunos, Ladrões e Chupistas", (Gatunos, Ladrones y Chapistas)

Série Fonseca
- "O homem a quem parece que aconteceu não sei o quê" (el hombre a quien parece que le sucedió no sé qué)
- "O papel. Qual papel?", (el papel. ¿Cuál papel?)
- "Claque de seminaristas", (reunión de seminaristas)
- "Gajo de Alfama", (chico de Alfama)
- "Lusco-fusco"
- "O que tu queres sei eu", (lo que tú quieres lo sé yo)
- "O homem que não consegue manter uma distância socialmente aceitável", (el hombre que no consigue mantener una distancia socialmente aceptable)
- "Ó Sôtor! Sôtor! Sehores deputados!" (¡Oh, Sôtor, Sôtor! ¡Señores diputados!)

Série Meireles
- "Um quilinho de kunami", (un kilito de kunami)
- "Senhor Tobias", (Señor Tobías)
- "O homem que trata toda a gente por Sr. Vítor", (el hombre que trata a toda la gente de Sr. Víctor)
- "Reunião de condominio com o Drácula", (reunión de bloque con Drácula)
- "O primeiro-ministro com dupla personalidade", (el primer ministro con doble personalidad)

Série Barbosa
- "Matarruanos dão indicações", (Matarruanos dan indicaciones)
- "Mira meu Miguel - Um documentario etnográfico", (Mira mi Miguel - un documental etnográfico)
- "A mulher que faz apartes muito compridos", (una mujer que hace resúmenes muy largos)
- "Teste de bazofia", (test de bazofia)
- "Jesús ensaia figuras de estilo", (Jesús ensaya figuras de estilo)
- "Psicólogo de objetos inanimados", (Psicólogo de objetos inanimados)

Série Lopes da Silva
- "O filho do homem a quem parece que aconteceu não sei o quê", (el hijo del hombre a quien parece que le sucedió no sé qué)
- "O homem que foi à caça com o primo Zé Carlos", (el hombre que fue de caza con el primo José Carlos)
- "Os Sucintos" (Los Concisos)
- "No lixo não. No velhão", (en la basura no, en el viejazo)
- "Os amigos que não se entendem", (los amigos que no se entienden)
- "Telejornal popular", (Telediario popular)
- "Super Sumo é do cara" (Super Sumo es el chico)
- "Super de Origem e Costureirinha Maravilha", (Súper de Origen y Pequeña Costurera Maravilla)
- "Velho teima que não faleceu", (Viejo tema que no murió)
- "Anjo da Guarda Nacional Republicana", (Ángel de la Guardia Nacional Republicana)
- "Rap dos Matarruanos", (rap de los Matarruanos)
- "Simpósio de Obsessivos-Compulsivos", (simposio de obsesivos-compulsivos)
- "Funcionários que también trabalham da cintura para baixo", (funcionarios que también trabajan de la cintura para abajo)
- "Tsunami de informáticos", (tsunami de informáticos)

Se dice que es un programa Magazinesco
- "Floriseca" (Parodia a la telenovela portuguesa Floribella)
- "Entrevista a Paulo Bento y a Miccoli"
- "Os Médios Portugueses" (Medianos Portugueses parodia al programa Grandes Portugueses)
- "Ainda Maior Entrevista" - Alberto João Jardim (La Aún Mayor Entrevista:Alberto João Jardim parodia de su entrevista en el programa de RTP1 "Grande Entrevista")
- "A historia nunca contada na historia nunca contada de Pinto da Costa" (La historia jamás contada en la historia nunca dicha de Pinto da Costa parodiando el informe "A historia nunca contada de Pinto da Costa", editado en el semanario Portugués Sol)
- "Prós e Contras: A Questão do Aborto" (A favor y En contra: El Aborto, parodia del programa "Prós e Contras" sobre el abortismo en general)
- "Reportagem sobre o Pior Hospital do País" (Informe sobre el Pésimo Hospital del País. parodia de los suplementos lanzados por la Revista Portuguesa Sábado sobre los mejores centros médicos de atención primaria de Portugal)
- "O verdadeiro julgamento de Saddam Hussein" (El Verdadero Juicio a Saddam Hussein)
- "Ratoeira para Floribellas" (Trampa para Floribellas)
- "Prós e Contras: O Orçamento de Estado" (A favor y En contra: El presupuesto estatal, tras las crítica que el citado programa de RTP1 no invitaba a los Derechistas)
- "O Gato Fedorento é que controla o José Sócrates" (Gato Maloliente Manipula a José Sócrates)
- "Canta Por Mim: Ajuste de contas com Júlio Magalhães" ( Canta para mí: Ajuste de cuentas con Júlio Magalhães. parodia de la eliminación de Júlio Magalhães y su representante, en el concurso de TVI, "Canta Por Mim")
- "Pessoas que bomitam monelhos de cavelo" (Personas que vomitan bolas de pelo. Tesourinho Deprimente / Pequeño Tesoro Infeliz - retirado del programa "Raios e Coriscos", presentado en su momento por Manuela Moura Guedes)
- "Professor Chibanga" (Maestro Chibanga)
- "Toma Bandido" (Tesourinho Deprimente / Pequeño Tesoro Infeliz)
- "O Big Brother dos Grandes Portugueses" (Gran Hermano de los Grandes Portugueses. Fusión de Gran Hermano con los diez finalistas de Grandes Portugueses)
- "Assim Não!" ( ¡Así no! satirizando la opción tomada por Marcelo Rebelo de Sousa al referendo de 2007)
- "Vila Nova de Rabona" (Villa Nueva de las Grandes Lolas)
- "Julgamento do Saddam" (El Juicio a Saddam)
- "Novela Brasilera" (Novelas Brasileñas. sátira de las novelas Brasileñas transmitidas en Portugal. contó con la participación especial de la actriz Maitê Proença).

Se dice que es un programa Magazinesco II
- "Perdidos (Parte I y II)" con la Participación de Vanessa Fernandes.
- "Declaraciones de Scolari" sobre la presunta golpiza del seleccionador portugués al jugador serbio Dragutinovic.
- "Tesourinho Deprimente / Pequeño Tesoro Infeliz: Malta Gira"
- "Tesourinho Deprimente / Pequeño Tesoro Infeliz: Hombres Pasajeros" (novela hecha por RTP - Madeira)
- "Tesourinho Deprimente / Pequeño Tesoro Infeliz: Alentejo Sin Ley"
- "Insultando e Agredindo por Um Divórcio de Sonho" / Insultando y Agrediendo por Un Divorcio de Ensueño" (parodiando el concurso de TVI: "Cantando e Dançando por Casamento de Sonho").
- "Joe Berardo e o Mini-Caixotinho, fuck you." / José Berardo y la Pequeña Caja de Ahorros: Jódete. (Sobre las críticas de Joe Berardo sobre la fusión de Millenium BCP y de la BPI y parodiando el anuncio del comendador)
- "Conferência dos Maus da Fita"/ Conferencia de los Antagonistas de Película (parodiando la Cumbre Unión Europea/África, donde José Sócrates recibió a villanos granujas como Joker, el Emperador Ming (de Flash Gordon) y el Dr. No (de la primera cinta de James Bond)
- "Fadista Mariza"
- "Tesourinho Deprimente / Pequeño Tesoro Infeliz: José Ladeiras"
- "Rap da tranquilidade / Rap de la Tranquilidad" - Os Paulos Bentos